# Setkání s medúzou
Setkání s medúzou (anglicky A Meeting with Medusa) je sci-fi novela spisovatele Arthura C. Clarka, která byla poprvé publikována v roce 1971 a v následujícím roce 1972 vyhrála cenu Nebula v kategorii „Nejlepší novela“.
V angličtině vyšla mj. ve sbírce The Wind from the Sun.
Novela vypráví příběh průkopníka Howarda Falcona, jenž přežije havárii vzducholodě a najde v sobě sílu čelit další výzvě: planetě Jupiter.

## Kapitoly
Novela Setkání s medúzou je rozčleněna do 8 kapitol:
1. Památný den
2. Protože tady je
3. Svět bohů
4. Hlasy z hlubiny
5. Kola Poseidonova
6. Medúza
7. Základní ustanovení
8. Mezi dvěma světy

## Postavy
- Howard Falcon - hlavní postava, kapitán přeživší havárii největší vzducholodě v dějinách, přijme výzvu sestoupit do atmosféry Jupiteru.
- Webster - vedoucí oddělení Plánování dálkových letů.
- dr. Brenner - vedoucí Exobiologického oddělení.

## Děj
Kapitán Howard Falcon velí zkušebnímu letu největší vzducholodě v dějinách - téměř 500 metrů dlouhého plavidla pojmenovaného "Královna Alžběta IV". Předpokládá se bezproblémový let, avšak během přibližovacího manévru televizního vznášedla dojde k nehodě a vzducholoď utrpí vážné poškození. Kapitán Falcon se ihned ujme řízení, ale nepodaří se mu zabránit havárii. Cestou na můstek potká vyděšeného šimpanze, jednoho z těch drezúrovaných, kteří dokáží vykonávat jednoduché pomocné práce. Neví, jak zvíře zareaguje. Podaří se mu jej uklidnit.
Při ztroskotání vzdušného plavidla zahyne několik lidí a Falcon utrpí velmi vážná zranění. Avšak díky své silné vůli a za pomoci nejmodernější lékařské technologie se zotaví, i když to trvá několik let.
Nyní má Howard Falcon nový cíl svých ambicí - plynného obra Jupiter. Debatuje o výpravě s Websterem, vedoucím oddělení Plánování dálkových letů. Jupiter je stále obestřen záhadami a Howard je přesvědčen, že je jediný, kdo zvládne náročný sestup do atmosféry obrovské planety s velkou gravitací. Webster navrhuje méně hmotnou planetu, např. Uran, ale Falcona nic menšího než král Sluneční soustavy nezajímá. Dojde řeč i na havárii Královny Alžběty IV., kterou způsobilo půlsekundové časové zpoždění při udílení povelů, okruh dálkového řízení byl zapojen přes družici.
Howard Falcon padá se svým kosmickým plavidlem, pojmenovaném Kon-Tiki, do atmosféry Jupiteru.
Místo pro sestup bylo pečlivě vybráno, nachází se uprostřed rovníkové oblasti. Tato zóna je poměrně klidná, neočekávají se atmosférické víry či bouře s vichry o rychlosti až 1500 km/h. Velká rudá skvrna bude muset počkat na další expedice.
Kon-Tiki je modul s pomocným balónem plněným horkým vodíkem.
Jeho pilot se stává svědkem neuvěřitelných scenérií a úkazů. Pochopí, že je velmi složité odhadovat vzdálenost, vzhledem k obřím rozměrům planety je horizont (dle jeho odhadu 200 km vzdálený) 2800 km daleko. Každý odhad se zde musí násobit minimálně deseti.
Obloha je černá, prohánějí se na ní amoniakové cirry.
Falcon sbírá s pomocí přístrojů lodi údaje, jež jsou odesílány na řídící letové středisko na stanici Jupiter 5. Taktéž vypustí sondu. Po chvíli jej rádiem kontaktuje operátorka letového řízení, ať se zaměří na kanál 46. Howard uslyší netypický zvuk, sílící dunivé chvění. Dostane příkaz vypustit další sondu. Konzultuje záhadný zvuk s vedoucím Exobiologického oddělení dr. Brennerem. Brenner mu sdělí, že očekává přítomnost mikroorgnismů či rostlin, ale žádný větší organismus, neboť pro něj by byla energetická spotřeba příliš vysoká.
Falcon pokračuje v plavbě atmosférou, když zaregistruje několik kilometrů velký útvar. S překvapením zjistí, že je to živý tvor. Vypadá jako pozemský rejnok v ohromujícím měřítku. Falcon si povšimne dalších a pozoruje je, rejnoci nejeví o jeho plavidlo žádný zájem.
Další zpráva z letového střediska není vůbec příjemná. Zdroj Beta se chystá k výbuchu. Na planetě dochází pravidelně k výtryskům plynů, což sebou nese radiační a elektromagnetickou bouři. Trocha se dostane i do ionosféry, kde rozbouří radiační pásy obepínající planetu. Van Allenovy pásy kolem Země jsou oproti nim jen slabým odvarem. Na Jupiteru byla identifikována 4 nejaktivnější místa, z nichž nejčastěji exploduje zdroj Alfa. Falcon se se svým modulem nachází nedaleko od zdroje Beta, jenž se právě chystá vybuchnout.
Když se tak stane, spatří Howard v dálce obrovitý sloup plynů široký jako Tichý oceán. Kolem něj řádí hromy a blesky a šíří se tlaková vlna. Astronaut zatahuje všechny nástavce s přístroji dovnitř a čeká, až přejde nejhorší nápor. Zachvátí jej jakási paralýza a pocítí palčivou bolest. Elektrické pole zasáhne i kabinu, přístrojová deska plápolá barevnou září a je slyšet praskání výbojů. Po chvíli naskočí světlo a systémy lodi začnou opět pracovat. Spojení se střediskem je opět navázáno. Howard letí dál a před svítáním zaregistruje podivný jev zvaný "kola poseidonova".
Zapne dosud nevyužitý horizontální radar (zatím používal jen vertikální pro kontrolu letové hladiny) a s údivem zaznamená celé tucty radarových ozvěn před Kon-Tiki. ještě musí zabojovat s gigantickým vzdušným vírem, než se může věnovat analýze radarových odrazů. Nejbližší se nyní nachází asi 40 km daleko. Zamíří tím směrem teleskop a zpozoruje zvláštní skvrnitý oblak, jenž připomíná chobotnici či medúzu. Stane se svědkem jejího napadení rejnoky - jinou formou místního života. Zdá se, že medúza nemá proti nim šanci, pak ale vyšlehne oslepující záblesk a jeden z útočníků se řítí dolů a za ním se táhne černý dým. Falconovi to až zlověstně připomíná sestřelený letoun z oblohy. Rejnoci mizí. Pozoruje dál medúzu a zaregistruje zajímavý úkaz na jejím těle - pravidelnou šachovnici. S Brennerem se shodnou, že jde o anténu v pásmu metrových vln. Zdejší tvorové jsou uzpůsobeni k příjmu a zužitkovávání rádiových vln.
Debatu přeruší velitel řídícího letového střediska a oznámí, že vzhledem k možnému inteligentnímu životu na Jupiteru vstupují v platnost Základní ustanovení, jehož první pravidlo by se dalo stručně shrnout takto: nepodnikej pokusy o přiblížení či navázání komunikace, aby i "oni" měli dostatek času na prozkoumání lidského zástupce. Kolik času to je, to záleží na posouzení přítomného člověka. Tato zodpovědnost je nyní na Howardu Falconovi.
Astronaut podcení situaci a dostane se do kontaktu s medúzou, která se přiblížila shora. Není jisté, zda útočí, či jen prozkoumává ze zvědavosti záhadnou věc, ale pro astronauta to znamená ohrožení. Odhazuje balón, startuje nukleární raketové motory a uniká z dosahu tvora. Za určitou dobu dosáhne oběžné dráhy.
Po návratu je Falcon hrdinou. Webster jej informuje, že společnost získá na novém zájmu o Jupiter díky jeho úspěšné misi a předloží mu domněnku - myslí si, že medúza dobře věděla, že měl Falcon nahoře zakrytý výhled.
Howard Falcon odjíždí na svých pneumatikách. Místo těla, o nějž přišel při havárii Královny Alžběty IV. má kovový válec s ukrytým systémem zabezpečujícím jeho životní pochody. Už ví, proč se mu zdává o šimpanzovi ze zřícené vzducholodi. Kdo jednou opanuje vesmír, nebude mít křehkou skořápku. Nebude to člověk, ale stroje. Falcon již není ani jedním, ani druhým. Je z něho kyborg. Přestože se již smířil s osudem, pociťuje své výlučné osamění. Je zachycen mezi dvěma světy, stejně jako ten nebohý šimpanz. Nakonec se stane prostředníkem mezi starým a novým. Mezi tvory z uhlíku a tvory z kovu, kteří je jednou nahradí.

## Poznámky

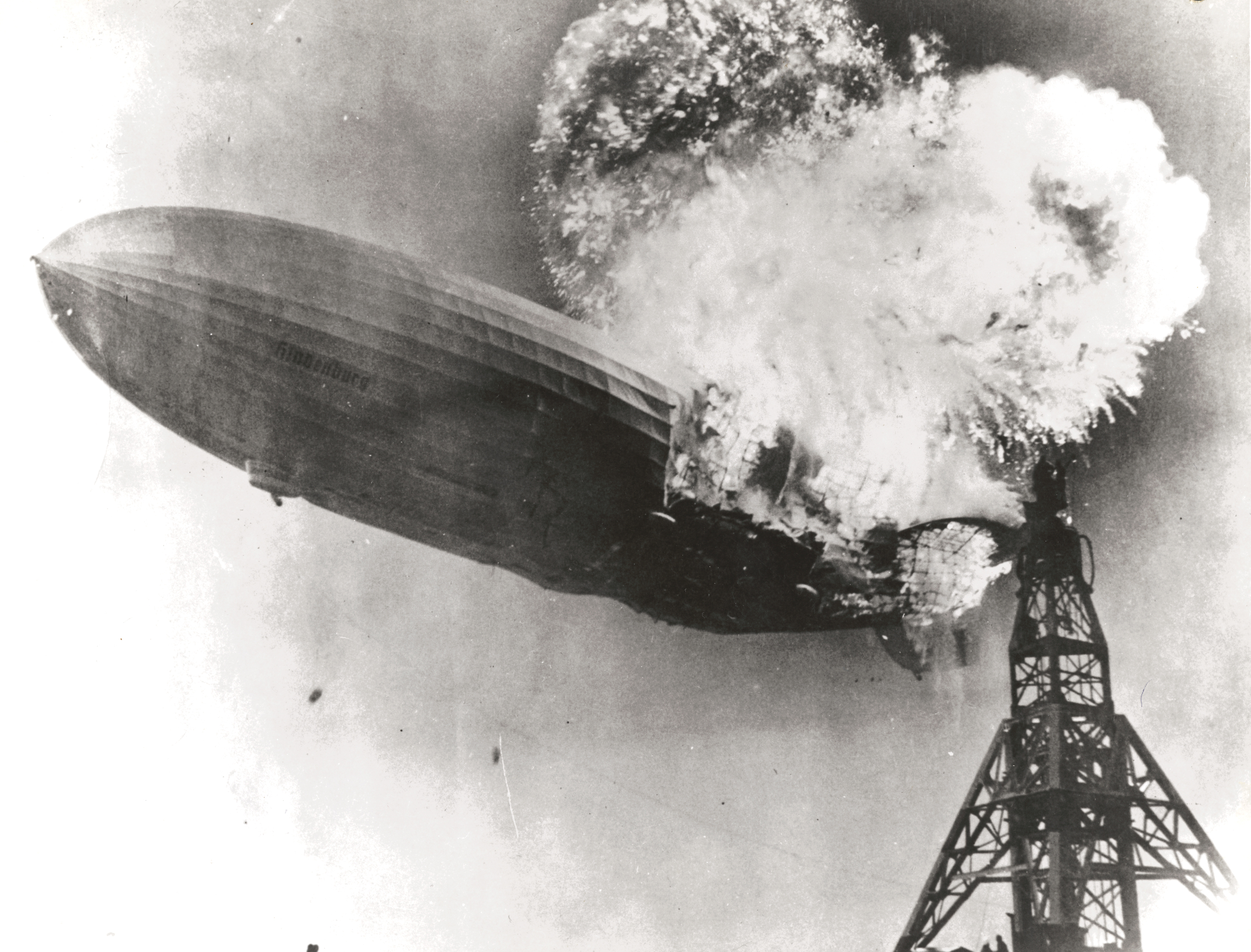
Havárie německé vzducholodi LZ 129 Hindenburg v Lakehurstu v roce 1937